# Karl-Heinz Schmidt (Politiker)
Karl-Heinz Schmidt (* 26. April 1940 in Korbach; † 3. August 2020) war ein hessischer Politiker (SPD) und Abgeordneter des Hessischen Landtags.
Karl-Heinz Schmidt war Unterbezirksgeschäftsführer der SPD im Landkreis Waldeck-Frankenberg. Am 17. Juli 1989 rückte er für Horst Bökemeier, der zum Landrat in Waldeck-Frankenberg gewählt worden war, in den Landtag nach. Mit dem Ende der 12. Wahlperiode am 4. April 1991 schied er aus dem Landtag aus. Er wurde mit dem Ehrenbrief des Landes Hessen ausgezeichnet.